# Стратегічна оборонна операція

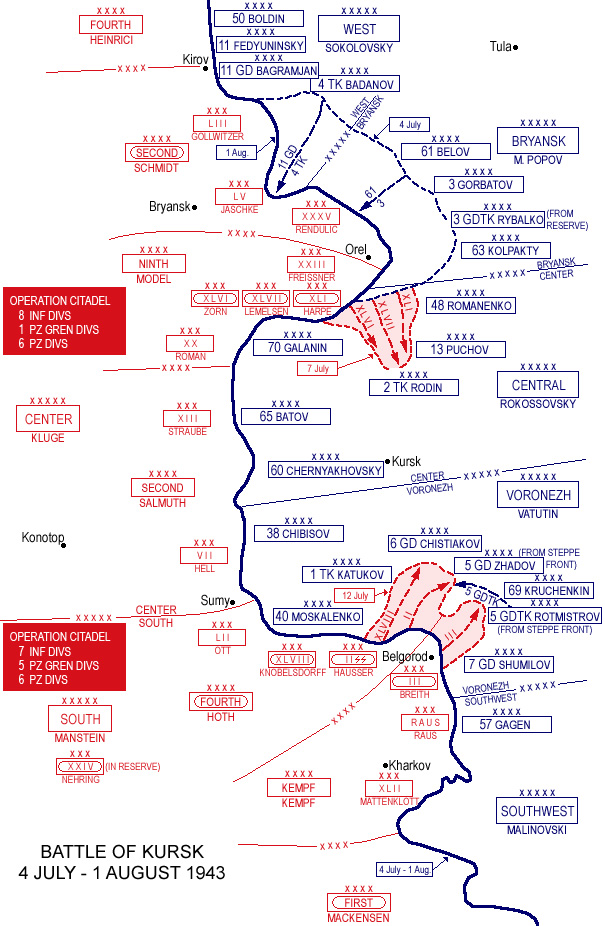
Стратегічна оборона радянських військ у ході наступу німецького Вермахту за планом операції «Цитадель» на Курській дузі. Липень 1943

Стратегі́чна оборо́нна опера́ція — військова операція, яка у загальному вигляді становить сукупність узгоджених й взаємозв'язаних за метою, завданнями, місцем й часом одночасних і послідовних битв, бойових та спеціальних дій, ударів, маневру та дій військ (сил), що проводяться за єдиним замислом і планом, з метою відбиття наступу стратегічного угруповання супротивника та завдання йому максимальних втрат, утримання життєво важливих районів території власної держави (коаліції країн), створення передумов для переходу в стратегічний наступ (контрнаступ).

## Зміст
Стратегічна оборонна операція може вестися на початковому етапі або під час ведення війни на усьому стратегічному фронтові або на якісь його окремої частини (напрямку). Стратегічну оборонну операцію проводить вимушено сторона, яка стала об'єктом агресії (вторгнення) сил супротивника, що її значно переважають, та що не має можливостей для негайного переходу в наступ. В окремих ситуаціях стратегічні оборонні операції можуть проводитися навмисно.
У стратегічних оборонних операціях можуть проводитися кілька фронтових оборонних, а у фронтових — кілька армійських оборонних операцій. Основними показниками операції є: кількість військ (сил), що беруть участь в операції, просторовий розмах (ширина смуги дій, глибина оборони), тривалість, динамічність, напруженість бойових дій.